# Barbara Fairchild

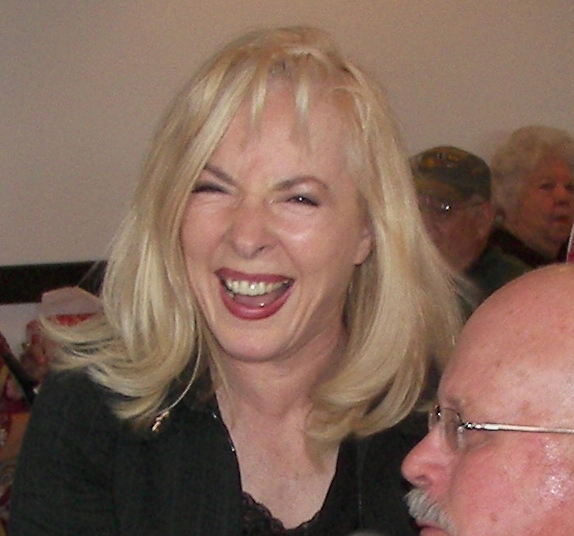
Barbara Fairchild

Barbara Fairchild (* 12. November 1950 in Knobel, Arkansas) ist eine US-amerikanische Country- und Gospel-Sängerin und -Songwriterin, die vor allem in den 1970er Jahren erfolgreich war. Fairchild hatte 30 Hits in den Country-Charts von Billboard. Bis heute ist sie allerdings vor allen Dingen dank dem Nummer-Eins-Erfolg Teddy Bear Song in Erinnerung geblieben. Der Song führte die Country-Single-Charts 1973 zwei Wochen lang an und verhalf ihr zu einer Grammy-Nominierung.

## Karriere
Im Alter von fünf Jahren machte Barbara Fairchild erstmals mit dem Gewinn eines Talentwettbewerbs auf sich aufmerksam. Mit 17 spielte sie bei einem kleinen Label die Single Brand New Bed of Roses ein und trat erstmals in einer Fernsehshow auf. Nach Schulabschluss machte sie sich mit einigen selbstgeschriebenen Songs im Gepäck auf den Weg in die Country-Hochburg Nashville. Hier erhielt sie eine Anstellung als Songwriterin in einem Musikverlag und startete ihre Zusammenarbeit mit dem Produzenten und Songwriter Jerry Crutchfield, der in den folgenden Jahren etliche ihrer Hits schreiben sollte. Singles für das Label Kapp blieben 1968 ohne Erfolg.
1969 unterschrieb Fairchild einen langjährigen Schallplattenvertrag bei Columbia. Ihre ersten Singles erreichten zunächst nur die mittleren Plätze der Country-Charts. Loretta Lynn nahm 1970 das unter anderem von Fairchild geschriebene Lied This Stranger (My Little Girl) auf. Auch Dottie West nahm sich dem Lied an und veröffentlichte es auf ihrer 1975er LP Carolina Cousins. Weitere Künstler wie Millie Jackson (Standing in Your Line) oder O. B. McClinton (It Gets Lonesome) übernahmen ebenfalls Kompositionen von Fairchild.
1973 gelang Fairchild mit Teddy Bear Song der Durchbruch. Ihr erster und einziger Nummer-eins-Hit hielt sich zwei Wochen an der Spitze der Country-Charts und platzierte auch in den Top 40 der Pop-Hitparade. Sie erhielt eine Grammy- sowie eine ACM-Nominierung als beste Country-Sängerin des Jahres und absolvierte mehrere Fernsehauftritte, unter anderem im Rahmen eines BBC-Specials in Großbritannien. In der Folge nahm sie weitere Lieder auf, die im Titel mit kindlichen Themen spielten. Kid Stuff und Baby Doll waren zwei weitere große Erfolge in den Country-Charts. 1976 nahm Fairchild Mississippi, das seinerzeit in Europa sehr erfolgreiche Lied der niederländischen Country-Pop-Gruppe Pussycat, auf und benannte sogar ein ganzes Album danach. Ironischerweise konnte der Country-Song die enormen europäischen Erfolge in den USA nicht wiederholen, erreichte aber die Top 40 der Country-Charts. Mit Cheatin’ Is und Let Me Love You Once Before You Go folgten 1977 zwei weitere, danach wurden ihre Hits immer kleiner und unbedeutender.
Ende der 1970er Jahre schien ihre Karriere zunächst beendet. Ihre Ehe scheiterte, und sie verließ Nashville. Anfang der 1980er Jahre spielte sie mit Billy Walker eine Serie von wenig erfolgreichen Duetten ein. Mehrere Comebackversuche schlossen sich an. Letztmals erreichte Fairchild 1986 mit Just out Riding Around die Country-Charts.
1987 wurde sie für das Lied Lullaby for Teddy überraschend noch ein Mal für den Grammy nominiert, dieses Mal jedoch in der Kategorie beste Aufnahme für Kinder. Schließlich wandte sie sich der Gospelmusik zu, wo sie sich 1989 als Mitglied des Trios Heirloom in der christlichen Musikszene etablieren konnte. Ab 1993 spielte sie auch solo eine ganze Reihe von Alben mit christlicher Country- und Gospel-Musik ein.
Im September 2003 wurde Fairchild in die George D. Hay Music Hall of Fame aufgenommen. Im September 2010 folgte die Aufnahme in die Arkansas Entertainers Hall of Fame.

## Privat
Barbara Fairchild war mit dem Musiker Randy Reinhard verheiratet. 1982 heiratete sie den evangelikalen Sänger und Liedermacher Milton Carroll. Die Ehe hielt bis 2002. Danach heiratete sie den Musiker Roy Morris. Fairchild ist Mutter von drei Kindern.

## Diskografie

### Alben
| Jahr | Titel                  | Höchstplatzierung, Gesamtwochen, AuszeichnungChartsChartplatzierungen (Jahr, Titel, Platzierungen, Wochen, Auszeichnungen, Anmerkungen) | Anmerkungen |
| Jahr | Titel                  | Country | Anmerkungen |
| ---- | ---------------------- | --- | ----------- |
| 1971 | Love’s Old Song        | Country31 (4 Wo.)Country |             |
| 1972 | A Sweeter Love         | Country17 (17 Wo.)Country |             |
| 1973 | Kid Stuff              | Country14 (13 Wo.)Country |             |
| 1974 | Love Is a Gentle Thing | Country33 (8 Wo.)Country |             |
| 1974 | Standing in Your Line  | Country29 (6 Wo.)Country |             |
| 1976 | Mississippi            | Country49 (2 Wo.)Country |             |
| 1977 | Free and Easy          | Country48 (2 Wo.)Country |             |

Weitere Alben
- 1970: Someone Special
- 1975: Barbara Fairchild
- 1978: Greatest Hits
- 1979: This Is Me!
- 1980: Bye Bye Love (mit Billy Walker)
- 1982: The Biggest Hurt
- 1991: The Light
- 1993: Son in My Eyes
- 1995: Stories
- 1995: Hymns That Last Forever
- 1998: Classic Country
- 1999: Rocky Top
- 2000: Then and Now
- 2000: All Is Forgiven (mit Roy Morris)
- 2001: For God and Country (mit Roy Morris)
- 2002: Wings of a Dove
- 2003: Love Never Fails (mit Connie Smith & Sharon White)
- 2003: Forever Friend
- 2006: Connie Smith

### Singles
| Jahr | Titel Album                                                              | Höchstplatzierung, Gesamtwochen, AuszeichnungChartplatzierungen (Jahr, Titel, Album, Platzierungen, Wochen, Auszeichnungen, Anmerkungen) | Höchstplatzierung, Gesamtwochen, AuszeichnungChartplatzierungen (Jahr, Titel, Album, Platzierungen, Wochen, Auszeichnungen, Anmerkungen) | Anmerkungen      |
| Jahr | Titel Album                                                              | US | Country | Anmerkungen      |
| ---- | ------------------------------------------------------------------------ | --- | --- | ---------------- |
| 1969 | Love Is a Gentle Thing Someone Special                                   | — | Country69 (5 Wo.)Country |                  |
| 1969 | A Woman’s Hand Someone Special                                           | — | Country66 (6 Wo.)Country |                  |
| 1970 | A Girl Who’ll Satisfy Her Man Someone Special                            | — | Country26 (11 Wo.)Country |                  |
| 1970 | Find Out What’s Happenin Someone Special                                 | — | Country52 (6 Wo.)Country |                  |
| 1971 | (Loving You Is) Sunshine                                                 | — | Country33 (10 Wo.)Country |                  |
| 1971 | What Do You Do                                                           | — | Country62 (8 Wo.)Country |                  |
| 1971 | Love’s Old Song                                                          | — | Country28 (11 Wo.)Country |                  |
| 1972 | Color My World Love’s Old Song                                           | — | Country38 (7 Wo.)Country |                  |
| 1972 | Thanks for the Mem’ries A Sweeter Love                                   | — | Country29 (10 Wo.)Country |                  |
| 1972 | A Sweeter Love (I’ll Never Know) A Sweeter Love                          | — | Country53 (9 Wo.)Country |                  |
| 1972 | The Teddy Bear Song A Sweeter Love                                       | US32 (19 Wo.)US | Country1 (19 Wo.)Country |                  |
| 1973 | Kid Stuff                                                                | US95 (5 Wo.)US | Country2 (16 Wo.)Country |                  |
| 1974 | Baby Doll Kid Stuff                                                      | — | Country6 (14 Wo.)Country |                  |
| 1974 | Standing in Your Line                                                    | — | Country17 (13 Wo.)Country |                  |
| 1974 | Little Girl Feeling                                                      | — | Country31 (10 Wo.)Country |                  |
| 1975 | Let’s Love While We Can Barbara Fairchild                                | — | Country52 (10 Wo.)Country |                  |
| 1975 | You’ve Lost That Lovin’ Feelin’ Barbara Fairchild                        | — | Country41 (11 Wo.)Country |                  |
| 1975 | I Just Love Being a Woman Barbara Fairchild                              | — | Country63 (8 Wo.)Country |                  |
| 1976 | Under Your Spell Again Mississippi                                       | — | Country65 (7 Wo.)Country |                  |
| 1976 | Mississippi                                                              | — | Country31 (11 Wo.)Country |                  |
| 1976 | Cheatin’ Is Mississippi                                                  | — | Country15 (13 Wo.)Country |                  |
| 1977 | Let Me Love You Once Before You Go Mississippi                           | — | Country22 (14 Wo.)Country |                  |
| 1977 | For All the Right Reasons Free and Easy                                  | — | Country49 (8 Wo.)Country |                  |
| 1978 | The Other Side of the Morning Free and Easy                              | — | Country72 (6 Wo.)Country |                  |
| 1978 | She Can’t Give It Away Free and Easy                                     | — | Country96 (3 Wo.)Country |                  |
| 1978 | It’s Sad to Go to the Funeral (Of a Good Love That Has Died) This Is Me! | — | Country91 (5 Wo.)Country |                  |
| 1980 | Let Me Be the One Bye Bye Love                                           | — | Country74 (5 Wo.)Country | mit Billy Walker |
| 1980 | Bye Bye Love                                                             | — | Country70 (7 Wo.)Country | mit Billy Walker |
| 1980 | Love’s Slipping Through our Fingers Bye Bye Love                         | — | Country79 (3 Wo.)Country | mit Billy Walker |
| 1986 | Just Riding Around                                                       | — | Country84 (4 Wo.)Country |                  |

Weitere Singles
- 1982: The Biggest Hurt
- 1986: All My Cloudy Days Are Gone
- 1987: Too Much Love
- 2003: Closer to Home (mit Connie Smith & Sharon White)
- 2004: Love Never Fails (mit Connie Smith & Sharon White)
- 2006: He Kept On Loving Me